# ジョルジュ・ネラン
ジョルジュ・ネラン（仏: Georges Neyrand、1920年2月2日 - 2011年3月24日）は、リヨン生まれのフランス人で、カトリック教会司祭。カトリック東京大司教区。スナックバー・エポペ創立者・顧問。

## 略歴
- 1940年 フランス・サン・シール陸軍士官学校卒業、陸軍少尉に任官するも、ナチスドイツのフランス占領で武装解除・退役
- 1943年 神学校入学
- 1950年 司祭叙階
- 1952年 宣教師として来日
- 1962年 ネラン塾開塾(-66年終了)
- 1970年 財団法人真生会館理事長(1976年11月30日理事長・館長を退任)
- 1980年 スナックバー・エポペ設立
- 2011年3月24日、すい臓がんのため、東京都小金井市のホスピスで死去。91歳没[1]。

## 人物
フランス、リヨン生れ。サン・シール陸軍士官学校を卒業しフランス陸軍に入隊するもナチス・ドイツのフランス侵攻のため武装解除ののち退役、最終階級は陸軍中尉。1950年、神父となり、1952年、宣教師として来日。
日本におけるローマ・カトリック典礼の国語化の責任者となる長江恵司教の依頼により、『ろごす―キリスト教研究叢書』（1号－13号、紀伊国屋書店、1959年 - 1964年）の編集・発行人として、当時のカトリック教会の最新の神学や第2バチカン公会議の精神を日本に広める役割を担った。
戦後初のフランスへの日本人留学生として、フランス船マルセイエーズ号で横浜港を出航した遠藤周作、三雲夏生、三雲昂らを受け入れたことでも知られている。遠藤順子（遠藤周作夫人）によると、ネラン神父は個人的に奨学金を提供して彼らを支えていたが、当時の遠藤らはそれを全く知らなかったという。
来日後も遠藤周作らと生涯にわたる親交があり、その感謝をこめて描かれた青年ガストン・ボナパルト（小説『おバカさん』、『悲しみの歌』、『深い河』に登場する人物）は、この宣教師がモデルだったことを遠藤自身が語っている。

## 活動
渋沢・クローデル賞選考委員、ネラン塾主宰、東京大学、慶應義塾大学、立教大学などの非常勤講師、朝日カルチャーセンター・キリスト教講座講師、神学研究、翻訳など幅広く活動する。
1980年からサラリーマンとの本音での出会いを求めて、教え子たちや教会関係者から出資を募り、東京・新宿区歌舞伎町にスナックバー・エポペ（美しい冒険）を開設し、学究生活の傍らバーテンダーとしてキリスト教にとどまらず、宗教や生きがい、恋愛や結婚について、数多くの人々の話に耳を傾けてきた。

## 著書
- 我ら人生を論ず（1969年、春秋社）
- 神の場（テイヤール・ド・シャルダン 真生シリーズ1）（1972年、新教出版社）
- アンチオケのイグナチオ書簡（1975年、みすず書房、共訳）
- キリスト論（1979年、創文社）
- 盛り場司祭の猛語録（1980年、コルベ出版）
- Le Palais des Fetes（1983年、三島由紀夫『鹿鳴館』の仏語訳、Gallimard）
- おバカさんの自叙伝半分―聖書片手にニッポン40年間（1988年、講談社）
- キリストの復活（1997年、新教出版社）
- ま、飲みながらでも―貴方にキリストをご紹介します（2000年、フリ-プレス／星雲社）
- 私にとって復活とは（林 あまり / 豊竹 英大夫 / 三浦 光世 / ジョルジュ ネラン / 村上 陽一郎 共著）（2004年、日本キリスト教団出版局）

## 関連人物
- 遠藤周作 - 作家
- 三雲夏生 - 慶應大学教授・文学部長
- 三雲昂 - 筑波大学名誉教授・物理学
- 井上洋治 - 神父・「風の家」主宰